# Montigny-lès-Condé
Montigny-lès-Condé település Franciaországban, Aisne megyében. Lakosainak száma 50 fő (2022. január 1.). Montigny-lès-Condé Condé-en-Brie, Courboin, Montlevon, Pargny-la-Dhuys és Vallées en Champagne községekkel határos.

## Népesség
A település népességének változása:
| Lakosok száma | 67   | 53   | 52   | 54   | 69   | 62   | 59   | 55   | 53   | 50   |
|               | 1968 | 1982 | 1990 | 2006 | 2013 | 2015 | 2017 | 2019 | 2020 | 2022 |